# Norvège aux Jeux olympiques de 1920
La Norvège participe aux Jeux olympiques d'été de 1920 à Anvers. 194 athlètes norvégiens, 188 hommes et 6 femmes, ont participé à 72 compétitions dans 16 sports. Ils y ont obtenu 31 médailles : 13 d'or, 9 d'argent et 9 de bronze.

## Médailles
| Médaille | Discipline          | Épreuve                                             | Athlète | Performance | Date |
| -------- | ------------------- | --------------------------------------------------- | --- | ----------- | ---- |
| Or       | Voile               | 6 mètres classe 1919                                | Andreas Brecke Paal Kaasen Ingolf Rød |             |      |
| Or       | Voile               | 8 mètres classe 1907                                | Carl Ringvold Thorleif Holbye Tellef Wagle Kristoffer Olsen Alf Jacobsen                                                                         |             |      |
| Or       | Voile               | 8 mètres classe 1919                                | Magnus Konow Reidar Marthiniussen Ragnar Vik Thorleif Christoffersen                                                                             |             |      |
| Or       | Voile               | 10 mètres classe 1907                               | Erik Herseth Sigurd Holter Ingar Nielsen Ole Sørensen Petter Jamvold Gunnar Jamvold Claus Juell                                                  |             |      |
| Or       | Voile               | 10 mètres classe 1919                               | Charles Arentz Willy Gilbert Robert Giertsen Arne Sejersted Halfdan Schjøtt Trygve Schjøtt Otto Falkenberg                                       |             |      |
| Or       | Voile               | 12 mètres classe 1907                               | >Henrik Østervold Jan Østervold Ole Østervold Hans Næss Halvor Møgster Halvor Birkeland Rasmus Birkeland Kristian Østervold Lauritz Christiansen |             |      |
| Or       | Voile               | 12 mètres classe 1919                               | Johan Friele Olaf Ørvig Arthur Allers Christen Wiese Martin Borthen Egill Reimers Kaspar Hassel Thor Ørvig Erik Ørvig                            |             |      |
| Or       | Tir                 | Carabine d'ordonnance couché à 300 m                | Otto Olsen |             |      |
| Or       | Tir                 | Tir au cerf courant coup simple à 100 m             | Otto Olsen |             |      |
| Or       | Tir                 | Tir au cerf courant coup simple à 100 m par équipes | Einar Liberg Ole Lilloe-Olsen Harald Natvig Hans Nordvik Otto Olsen                                                                              |             |      |
| Or       | Tir                 | Tir au cerf courant coup double à 100 m             | Ole Lilloe-Olsen |             |      |
| Or       | Tir                 | Tir au cerf courant coup double à 100 m par équipes | Thorstein Johansen Einar Liberg Ole Lilloe-Olsen Harald Natvig Hans Nordvik                                                                      |             |      |
| Or       | Athlétisme          | Décathlon                                           | Helge Løvland |             |      |
| Argent   | Voile               | 6 mètres classe 1907                                | Ejnar Torgensen Andreas Knudsen Leif Erichsen |             |      |
| Argent   | Voile               | 7 mètres                                            | Johan Faye Christian Dick Sten Abel Niels Neilsen                                                                                                |             |      |
| Argent   | Voile               | 8 mètres classe 1919                                | Jens Salvesen Lauritz Schmidt Finn Schiander Nils Thomas Ralph Tschudi                                                                           |             |      |
| Argent   | Tir                 | Carabine libre par équipes                          | Albert Helgerud Otto Olsen Østen Østensen Gudbrand Skatteboe Olaf Sletten                                                                        |             |      |
| Argent   | Tir                 | Carabine libre 300+600 m par équipes                | Albert Helgerud Otto Olsen Jacob Onsrud Østen Østensen Olaf Sletten                                                                              |             |      |
| Argent   | Gymnastique         | Système libre par équipes hommes                    | |             |      |
| Argent   | Boxe                | Poids mi-lourds (-79.4 kg)                          | Sverre Sørsdal |             |      |
| Argent   | Patinage artistique | Couples                                             | Alexia Bryn Yngvar Bryn |             |      |
| Argent   | Patinage artistique | Messieurs                                           | Andreas Krogh |             |      |
| Bronze   | Patinage artistique | Messieurs                                           | Martin Stixrud |             |      |
| Bronze   | Aviron              | Quatre barré                                        | Birger Var Theodor Klem Henry Larsen Per Gulbrandsen Thoralf Hagen                                                                               |             |      |
| Bronze   | Aviron              | Huit                                                | Theodor Nag, Conrad Olsen, Adolf Nilsen, Hakon Ellingsen, Thore Michelsen, Arne Mortensen, Karl Nag, Tollef Tollefsen, Thoralf Hagen             |             |      |
| Bronze   | Lutte               | Poids légers, 60 - 67.5 kg                          | Frithjof Andersen |             |      |
| Bronze   | Tir                 | Petite carabine à 50 m par équipes                  | Albert Helgerud Sigvart Johansen Anton Olsen Østen Østensen Olaf Sletten                                                                         |             |      |
| Bronze   | Tir                 | Carabine libre 3 positions à 300 m                  | Østen Østensen |             |      |
| Bronze   | Tir                 | Tir au cerf courant coup simple à 100 m             | Harald Natvig |             |      |
| Bronze   | Tir                 | Tir au cerf courant coup double à 100 m             | Einar Liberg |             |      |
| Bronze   | Voile               | 6 mètres classe 1907                                | Henrik Agersborg Trygve Pedersen Einar Berntsen                                                                                                  |             |      |